# Northfield (New Jersey)
Northfield ist eine Stadt im Atlantic County, New Jersey, USA. Das U.S. Census Bureau ermittelte bei der Volkszählung 2020 eine Einwohnerzahl von 8434.

## Geographie
Nach dem United States Census Bureau hat die Stadt eine Gesamtfläche von 8,9 km², wovon 8,9 km² Land und 0,1 km² (0,58 %) Wasser ist.

## Geschichte
Ein Bauwerk des Orts ist im National Register of Historic Places (NRHP) eingetragen (Stand 24. Oktober 2018), das Jeremiah II or Edward Risley House.

## Demographie
Nach der Volkszählung von 2000 gibt es 7.725 Menschen, 2.824 Haushalte und 2.109 Familien in der Stadt. Die Bevölkerungsdichte beträgt 869,6 Einwohner pro km². 91,52 % der Bevölkerung sind Weiße, 2,65 % Afroamerikaner, 0,10 % amerikanische Ureinwohner, 2,50 % Asiaten, 0,08 % pazifische Insulaner, 1,81 % anderer Herkunft und 1,33 % Mischlinge. 4,38 % sind Latinos unterschiedlicher Abstammung.
Von den 2.824 Haushalten haben 35,0 % Kinder unter 18 Jahre. 59,6 % davon sind verheiratete, zusammenlebende Paare, 11,3 % sind alleinerziehende Mütter, 25,3 % sind keine Familien, 21,1 % bestehen aus Singlehaushalten und in 10,1 % Menschen sind älter als 65. Die Durchschnittshaushaltsgröße beträgt 2,66, die Durchschnittsfamiliengröße 3,11.
25,5 % der Bevölkerung sind unter 18 Jahre alt, 4,4 % zwischen 18 und 24, 29,6 % zwischen 25 und 44, 22,7 % zwischen 45 und 64, 17,8 % älter als 65. Das Durchschnittsalter beträgt 40 Jahre. Das Verhältnis Frauen zu Männer beträgt 100:90,9, für Menschen älter als 18 Jahre beträgt das Verhältnis 100:85,6.
Das jährliche Durchschnittseinkommen der Haushalte beträgt 56.875 USD, das Durchschnittseinkommen der Familien 62.896 USD. Männer haben ein Durchschnittseinkommen von 43.227 USD, Frauen 30.227 USD. Der Prokopfeinkommen der Stadt beträgt 25.059 USD. 5,6 % der Bevölkerung und 4,4 % der Familien leben unterhalb der Armutsgrenze, davon sind 5,5 % Kinder oder Jugendliche jünger als 18 Jahre und 10,8 % der Menschen sind älter als 65.

## Persönlichkeiten
- Jeff Reichert (* 1978), Autor, Filmregisseur, -produzent und Kameramann